# Rudosterka czarnogłowa
Rudosterka czarnogłowa (Pyrrhura rupicola) – gatunek średniej wielkości ptaka z rodziny papugowatych (Psittacidae), występujący w Ameryce Południowej. Nie jest zagrożony.

## Podgatunki i obszar występowania
IOC wyróżnia dwa podgatunki rudosterki czarnogłowej:
- P. r. rupicola (Tschudi, 1844) – środkowe Peru;
- P. r. sandiae J. Bond & Meyer de Schauensee, 1944 – południowo-wschodnie Peru, zachodnia Brazylia i północna Boliwia.

## Morfologia

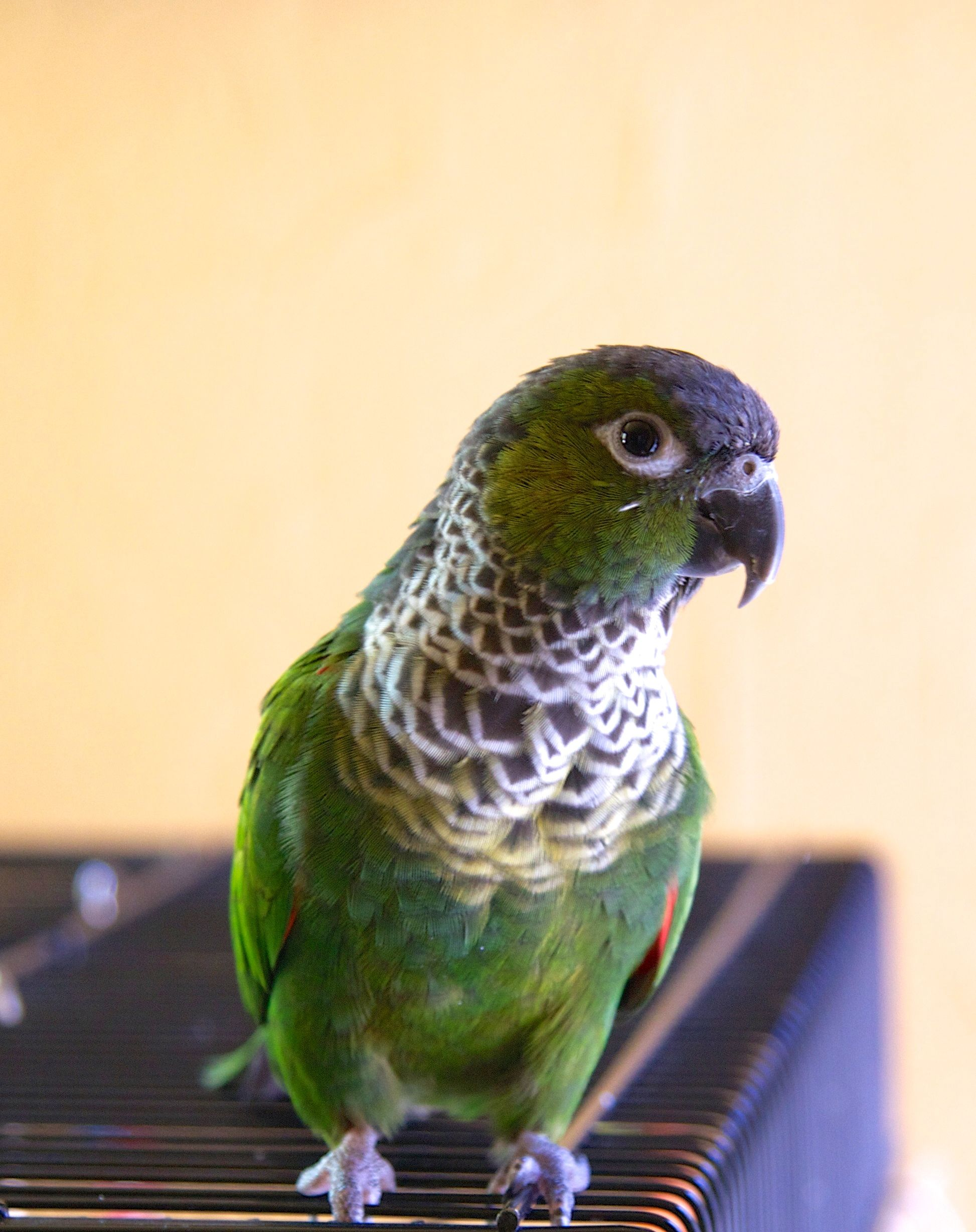
Osobnik trzymany w niewoli.

Rudosterka czarnogłowa mierzy około 25 cm długości oraz waży około 70 g. Brak widocznego dymorfizmu płciowego. W upierzeniu dominuje barwa zielona. Czoło, tył i wierzch głowy jest czarny. Pióra na piersi są ciemne z białymi (w niższej części piersi żółtawymi) krawędziami. Pokrywy I rzędu oraz krawędź nadgarstka są czerwone. Oczy są brązowe, otoczone nagą szarawą obrączką. Dziób jest czarny. P. r. sandiae ma węższe jasne krawędzie piór na piersi. Młode osobniki są podobne do dorosłych, różnią się mniejszą ilością czerwonego na skrzydłach.

## Ekologia i zachowanie
Rudosterki czarnogłowe najczęściej występują w nizinnych, wilgotnych lasach. Rzadziej spotykane są na pogórzu wschodnich Andów do 300 m n.p.m. Żyją w stadach składającym się średnio z 20–30 osobników, w trakcie sezonu lęgowego mniejsze. Zaobserwowano jak rudosterki spożywają owoce cekropek (Cecropia). Gatunek jest osiadły.
W południowym Peru obszar występowania tego gatunku pokrywa się z rudosterkami zielonolicymi (Pyrrhura molinae), gdzie dochodzi do ich krzyżowania się.

### Lęgi
Sezon lęgowy trwa od lutego do marca. Samica składa 5–7 jaj, które wysiaduje przez 23–24 dni. Młode opierzają się w wieku 7–8 tygodni.

## Status
Międzynarodowa Unia Ochrony Przyrody (IUCN) od 2020 roku uznaje rudosterkę czarnogłową za gatunek najmniejszej troski (LC – Least Concern). W latach 2012–2020 była gatunkiem bliskim zagrożenia (NT – Near Thereatened). Wcześniej (od 1988 roku) miała ona status gatunku najmniejszej troski. Liczebność populacji szacuje się na 100–500 tysięcy dorosłych osobników. Ze względu na brak dowodów na spadki liczebności bądź istotne zagrożenia dla gatunku, BirdLife International ocenia trend liczebności populacji jako stabilny. Zagrożenie stanowi wycinka lasów Amazonii, dawniej również odławianie dzikich ptaków. Gatunek ten jest ujęty w II załączniku konwencji waszyngtońskiej (CITES).